# Lolliguncula panamensis
Lolliguncula panamensis är en bläckfiskart som beskrevs av Berry 1911. Lolliguncula panamensis ingår i släktet Lolliguncula och familjen kalmarer. Inga underarter finns listade i Catalogue of Life.